# Vracovice (district de Benešov)
Pour les articles homonymes, voir Vracovice.
Vracovice (en allemand : Wratzowitz) est une commune du district de Benešov, dans la région de Bohême-Centrale, en République tchèque. Sa population s'élevait à 395 habitants en 2020.

## Géographie
Vracovice se trouve à 6 km au sud-est de Vlašim, à 23 km au sud-est de Benešov et à 216 km au sud-est de Prague.
La commune est limitée par Vlašim au nord, par Miřetice à l'est, par Pravonín au sud, et par Kondrac à l'ouest.

## Histoire
La première mention écrite de la localité date de 1318.